# 马尼亚莱特朗日
马尼亚莱特朗日（法語：Magnat-l'Étrange，法語發音：[maɲa letʁɑ̃ʒ]）是法国克勒兹省的一个市镇，属于欧比松区。

## 地理
马尼亚莱特朗日（45°47'38"N, 2°16'42"E）面积25.87 平方千米，位于法国新阿基坦大区克勒兹省，该省份为法国中部省份，位于法國中央高原西北部，北起安德尔省和谢尔省，西接维埃纳省，南至科雷兹省，东临多姆山省，东北与阿列省接壤。
与马尼亚莱特朗日接壤的市镇（或旧市镇、城区）包括：贝萨、克莱拉沃、拉库尔蒂讷、马勒雷、普桑日、克罗附近圣阿尼昂、圣乔治尼格勒蒙。

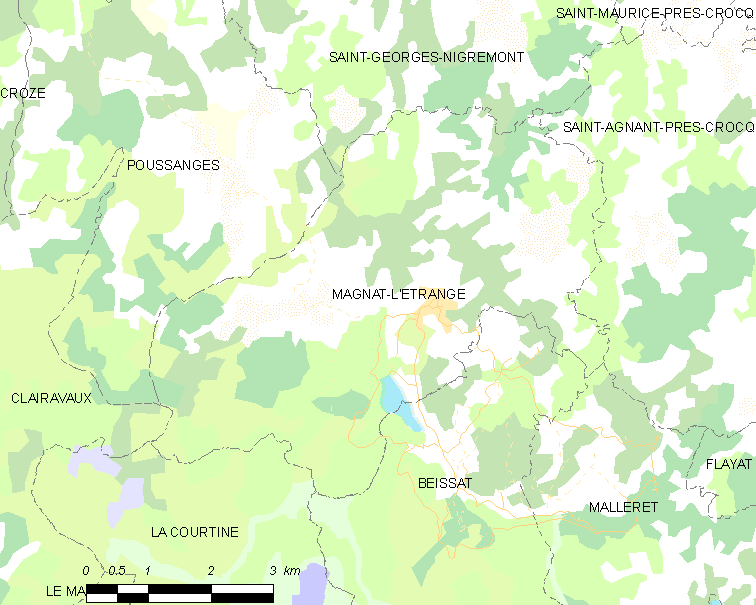
马尼亚莱特朗日的OSM定位图

马尼亚莱特朗日的时区为UTC+01:00、UTC+02:00（夏令时）。

## 行政
马尼亚莱特朗日的邮政编码为23260，INSEE市镇编码为23115。

## 政治
马尼亚莱特朗日所属的省级选区为欧藏斯县。

## 人口

1962-2008年间马尼亚莱特朗日人口变化图示

马尼亚莱特朗日于2022年1月1日时的人口数量为240人。